# Refraktor

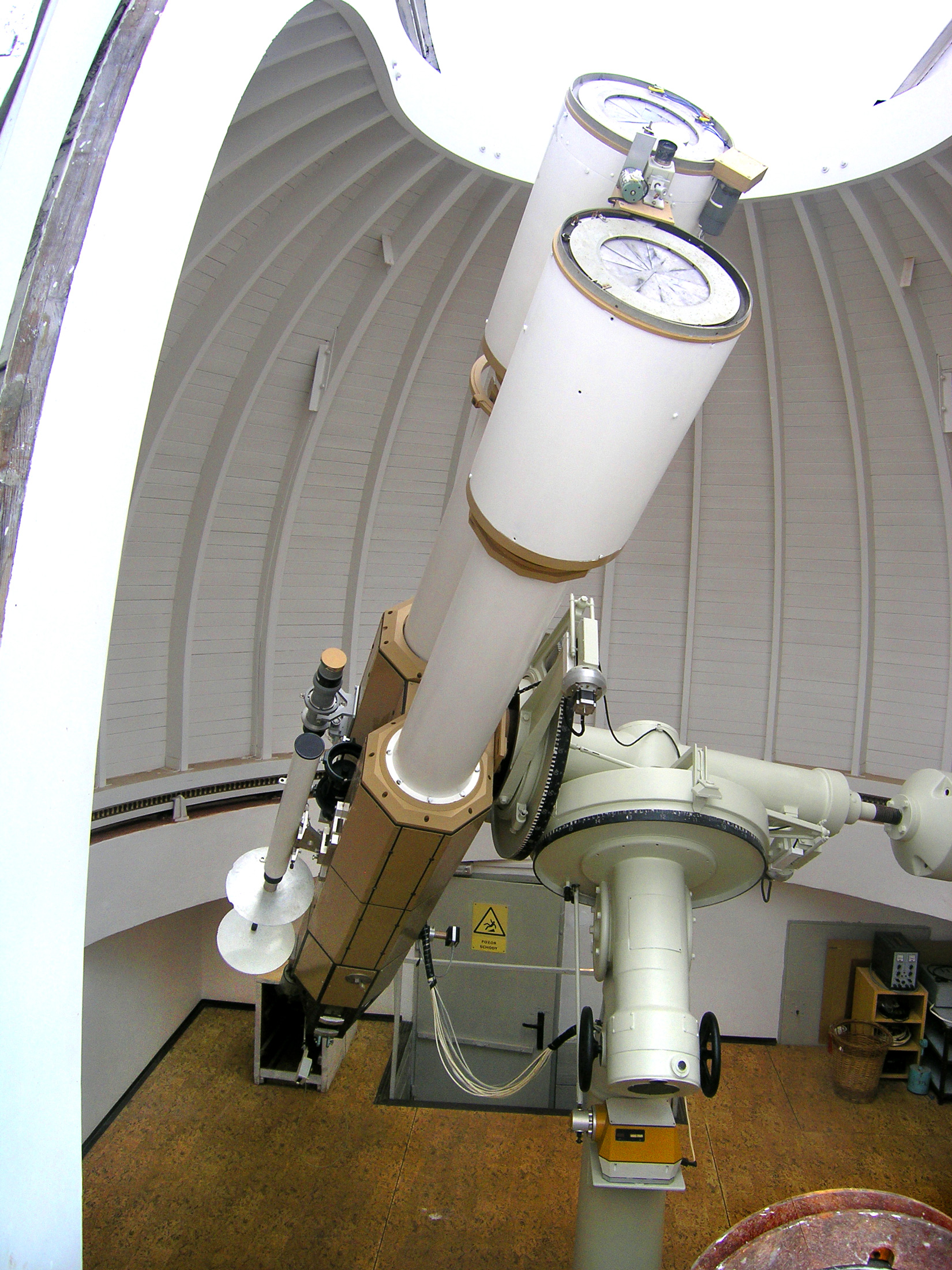
Dvojitý čočkový dalekohled používaný ke studiu Slunce na hvězdárně v Ondřejově

Refraktor je čočkový dalekohled; oba jeho optické členy – objektiv i okulár – jsou tedy složené z jedné nebo více čoček.
Tento typ dalekohledů trpí řadou vad, z nichž je asi nejmarkantnější barevná vada. Tuto vadu lze korigovat kombinací dvou čoček z různých druhů skel (flintové sklo, korunové sklo). Dalekohled s korigovanou barevnou vadou se nazývá achromatický nebo krátce achromát. Při velkých zvětšeních se přesto tato barevná vada u achromátu projevuje a působí rušivě. Kvalitněji lze barevnou vadu redukovat přidáním další čočky/čoček. Tyto „apochromáty“ umožňují použití většího zvětšení bez rušivého efektu, ale kvůli náročnosti výroby jsou nepoměrně dražší.

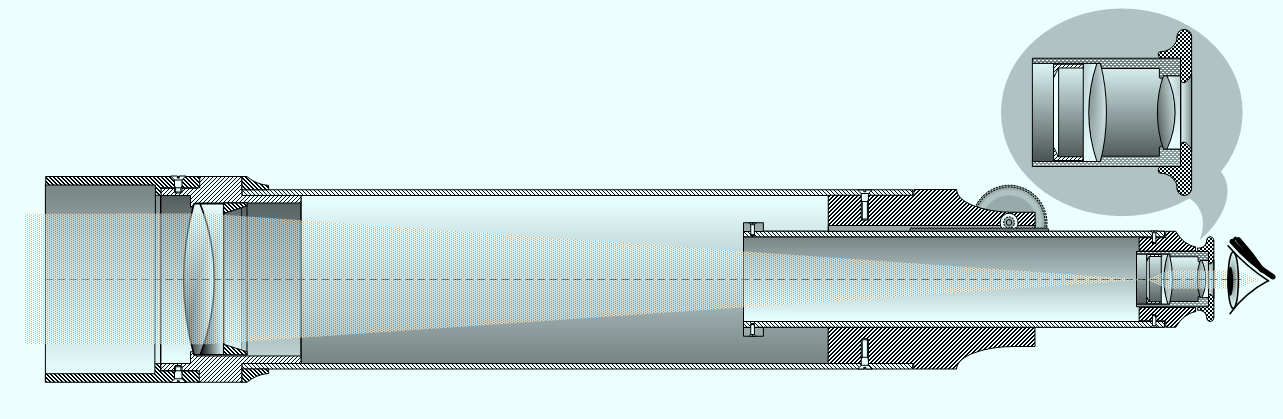
Optické schéma refraktoru: vlevo objektiv, vpravo okulár

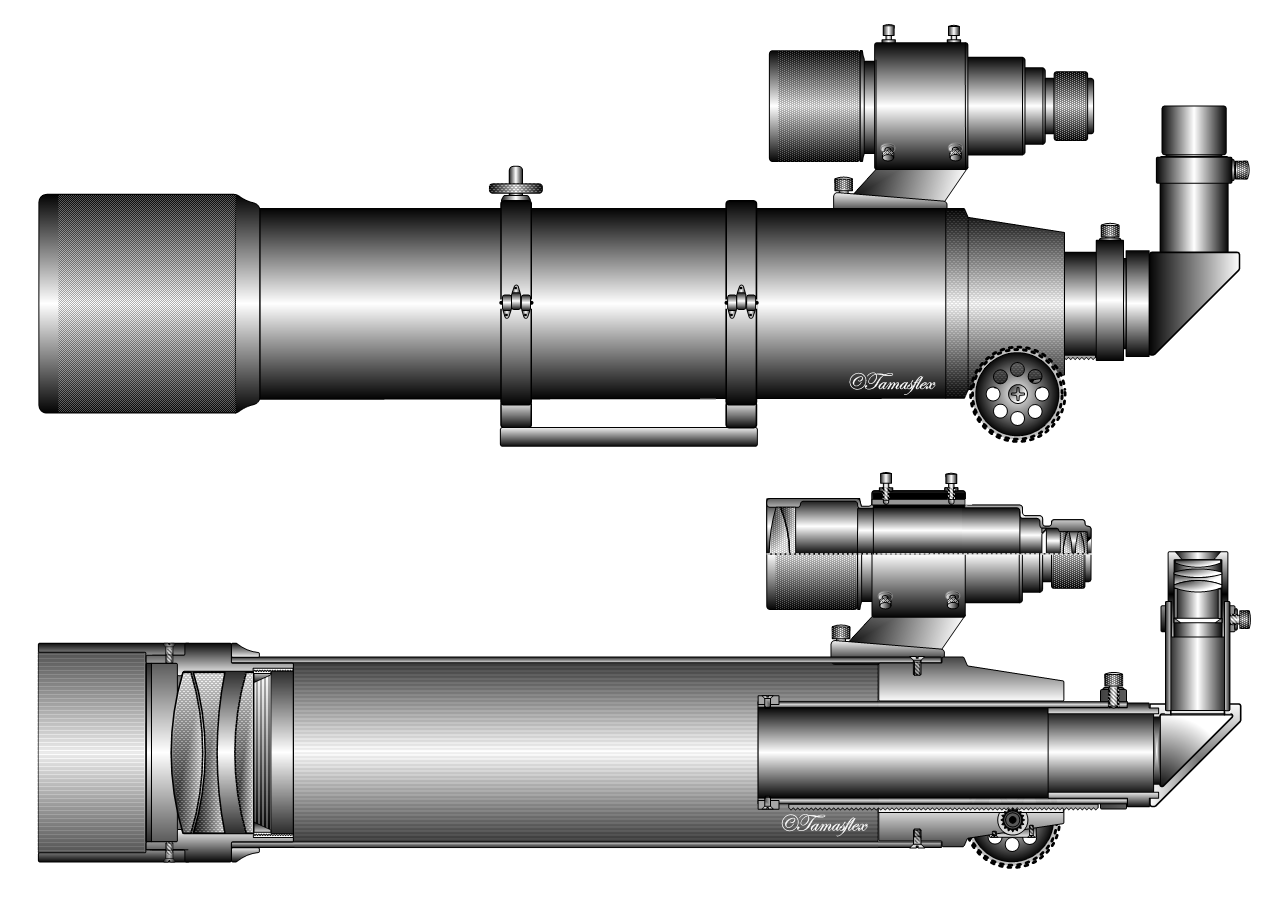
Apochromatické refraktory